# 埼玉愛犬家連続殺人事件

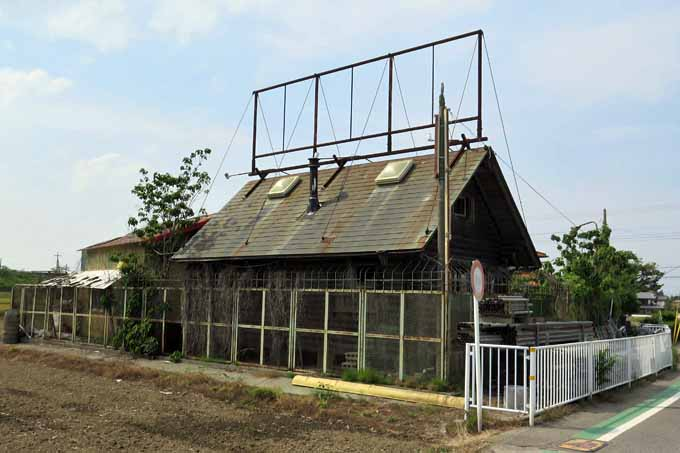
「アフリカケンネル」の繁殖場跡地

埼玉愛犬家連続殺人事件（さいたまあいけんかれんぞくさつじんじけん）とは、1993年（平成5年）に日本の埼玉県熊谷市周辺で発生した連続殺人事件。
1993年4月 - 8月にかけて犬猫繁殖販売業を営んでいた男Sと、彼の前妻でペット販売会社社長である風間 博子（かざま ひろこ）の元夫婦2人が共謀し、外国犬の取引でトラブルになった男性ら3人を猛毒の「硝酸ストリキニーネ」で毒殺した。またSは知人女性に話していた出資話が虚偽であることが発覚することを恐れ、同様の手段でこの女性を殺害した。被害者4人の遺体はいずれも、群馬県利根郡片品村にあったペット販売会社役員の男（懲役3年の実刑判決が確定）宅で解体・焼却された上で遺棄された。
マスコミ報道が先行した事件であり、被疑者の映像が連日映し出された上、完全犯罪を目論んだ残忍な結末が明らかになるなど異常性の高い事件であった。主犯とされた元夫婦の男女2人（男S・風間）は殺人罪・死体損壊罪などに問われ、ともに2009年（平成21年）6月に最高裁で死刑判決が確定したが、Sは2017年（平成29年）に東京拘置所で獄死している。なお、風間は戦後日本では12人目の女性死刑囚（女性の死刑確定者）であり、1981年（昭和56年）以降に死刑が確定した日本の女性死刑囚としては9人目である。

## 概要
ペットショップの経営実態
- 一連の事件の首謀者は、犬猫販売業者の男S（逮捕当時53歳）と、彼の元妻である女風間 博子（かざま ひろこ、当時37歳）の2人である[7]。2人は、埼玉県大里郡江南町（現：熊谷市）板井に在住し、風間がペットショップ「アフリカケンネル」の社長を務めていた[7]。「アフリカケンネル」の研究・飼育場は熊谷市万吉1308番地（座標）[注 1]に、ペットショップは熊谷市本石1丁目290番地（座標）に所在しており[注 2][10]、また江南町には2人の自宅兼犬舎があった[7]。後者の住宅兼犬舎（敷地面積約825平方メートル）は1994年（平成6年）10月に新築開店したもので[11]、『産経新聞』 (1995) によれば、逮捕当時の2人の住所は江南町板井9-1（現：熊谷市板井9-1、座標）[注 3]である[13]。しかし「アフリカケンネル」は1993年（平成5年）7月には4,000万円の抵当権を、同年11月には3,000万円の根抵当権をそれぞれ設定され、約2億円で完成した犬舎兼住宅の建設費も、2人にとって大きな負担になっていた[7]。1992年（平成4年）末には国税局の査察も受けていたが、離婚後は「アフリカケンネル」の代表権を風間に移し、その後も犬舎兼住宅で同居しながら離婚前と同様の生活をしていた[7]。「アフリカケンネル」は、詐欺的な商売を繰り返しており、顧客らとの間でトラブルが絶えなかった。例として「子犬が産まれたら高値で引き取る」とうたい、犬のつがいを法外な価格で販売し、子犬が店に持ち込まれると、難癖を付けて値切るなどというものであった。熊谷市万吉にある「アフリカケンネル」の建物は2017年3月時点でも放置されており、事件当時のまま残っている[14]。
- Sと風間は、アラスカン・マラミュートのブリーダーとして名が知られていた。しかし、バブル崩壊後の売り上げの減少に加え、豪華な新犬舎兼自宅の建設などにより、借金がかさみ、店の経営に行き詰まっていた。

殺害方法
- トラブルの発生した顧客らを、知り合いの獣医師から譲り受けた犬の殺処分用の硝酸ストリキニーネを用いて殺害し、計4人が死亡した。
- 遺体を店の役員・山崎 永幸（やまさき ながゆき）宅の風呂場で解体し、骨をドラム缶で焼却した後、群馬県内の山林や川に遺棄し、「遺体なき殺人」と呼ばれた。

逮捕
- 1994年1月、大阪愛犬家連続殺人事件の被疑者を逮捕。本事件とは無関係であるが、埼玉でも同様に愛犬家が失踪しているとの噂が流れ始めた。2月からはマスコミが取り上げるようになり、事件が表面化。Sが身の潔白を主張する一方、行方不明となった犠牲者の家族は事件性を訴え続けた。同年12月、山崎の証言を基に被害者の遺骨や遺留品を発見。1995年1月5日、Sと風間は逮捕された。
- 物証がほとんど残されていないため、唯一一貫した供述をし、証拠の発見に協力した山崎の証言を元に、事件が立証されていった。しかし、山崎は検察官との間に密約（後述）があったことを、自身の公判で証言。約束を反故にされたとして、Sと風間の公判では証言拒否の構えを見せた。

公判
- Sと風間は公判で、互いに相手が主犯だと主張したが、浦和地裁（現：さいたま地裁）は検察側の主張を全面的に認め、元夫婦が対等の立場で共謀し、犯行に及んだと認定（1件はSの単独犯行と認定）。2001年3月21日、元夫婦に求刑どおり死刑判決を言い渡した。
- 2005年7月11日、東京高裁は一審死刑判決を支持し、S・風間の元夫婦による控訴を棄却する判決を言い渡した。元夫婦は上告したが、2009年6月5日、最高裁第二小法廷（古田佑紀裁判長）は上告を棄却する判決を言い渡した[15][16]。それぞれ判決への訂正を申し立てたが、同月22日付の決定で棄却されたため、死刑が確定した[3]。

## 経過
- 1993年4月20日 - 行田市の会社役員Aが勤務先から帰宅途中に失踪。（A事件）
- 1993年7月21日 - 大里郡江南町（現在の熊谷市）の暴力団幹部Bと住み込みの運転手Cが自宅から失踪。（B・C事件）
- 1993年8月26日 - 行田市の主婦Dが買い物に出掛けたまま失踪。（D事件）
- 1994年2月中旬 - 大阪愛犬家連続殺人事件が大々的に報道される中、埼玉の連続失踪が発覚し、マスコミに取り上げられ始める[17][18][19]。
- 1994年12月13日 - 山崎の供述に基づき、群馬県利根郡片品村の山林からAの遺骨や遺留品を発見[20]。
- 1995年1月5日 - 埼玉県警捜査一課と行田警察署は同日、S・風間の両被疑者をAに対する死体損壊・遺棄容疑で逮捕し、行田署に捜査本部を設置[20]。同月6日には群馬県警との合同捜査本部に移行[21]、8日には山崎も同容疑で逮捕。
- 1995年1月～2月 - 片品村周辺の河川などで大規模な捜索を決行。被害者4人の遺骨や遺留品を順次発見。4月4日までに、Sら3人を全事件で起訴（S=3件4人の殺人罪、死体損壊・遺棄罪。風間=Dを除く2件3人の殺人罪、死体損壊・遺棄罪。山崎=3件4人の死体損壊・遺棄罪）。
- 1995年4月～5月 - 1984年の失踪事件で、江南町の荒川等を捜索するも、立件できず。
- 1995年7月 - 浦和地裁で山崎（7日）、Sと風間（24日）の初公判がそれぞれ開かれる。被告人山崎の初公判は浦和地裁（羽淵清司裁判長）で開かれ、罪状認否で山崎は起訴事実をほぼ全面的に認めたが、Sとの事前共謀はなく、死体損壊の実行行為にも加わっていないと主張した[22]。S・風間両被告人の初公判は浦和地裁（須田贒裁判長）で開かれ、Sは罪状認否を全面的に留保した一方、風間は2人の死体遺棄については起訴事実を認めたが、殺害と残る1人の死体遺棄については否認した[23]。
- 1995年11月17日 - 被害者4人に対する死体遺棄罪に問われた被告人山崎に対し、検察官が懲役3年6月を求刑。弁護人はSに脅されての犯行だったと主張、無罪もしくは執行猶予付き判決を求める[24]。
- 1995年12月15日 - 浦和地裁（羽淵清司裁判長）が山崎に懲役3年の実刑判決を言い渡した[25]。山崎は同月18日、事実誤認と量刑不当を訴えて控訴[26]。
- 1996年6月7日 - 東京高裁（佐藤文哉裁判長）が山崎の控訴を棄却する判決を宣告[27]。判決は同月24日に確定[28]。
- 1998年9月3日 - S・風間両被告人の第57回公判が浦和地裁（須田贒裁判長）で開かれ、それまで罪状認否を留保し続けていたSは弁護人からの被告人質問で、実行行為は否定したが、被害者4人に対する殺人・死体遺棄に関与していたことを全面的に認める供述をした。その一方で主犯格は風間であり、Bは風間が毒入りカプセルを手渡して毒殺し、A・C・Dの3人は山崎が紐で絞殺したと主張[29]。
- 2000年7月6日 - 浦和地裁（須田贒裁判長）で論告求刑公判が開かれ、検察官はS・風間の両被告人にいずれも死刑を求刑した[30]。
- 2000年10月 - 10日から13日まで4日間にわたって開かれた公判で、S・風間の両被告人それぞれの弁護人による最終弁論が行われた[31]。第一審は14日に開かれた105回目の公判で結審し、S側は殺害の実行行為を、風間側は殺害の共謀をそれぞれ否認した[32]。
- 2001年3月21日 - 浦和地裁（須田贒裁判長）はS・風間の両被告人に死刑判決を言い渡した[33]。両被告人とも控訴した[33][34]。
- 2003年12月5日 - 東京高裁（白木勇裁判長）でS・風間両被告人の控訴審初公判が開かれた[35]。両被告人の弁護側は、検察官立証の柱となった山崎の供述を「自分が殺人罪を免れるための虚偽の内容」と主張した[36]。その上でSの弁護人は「主犯は風間」として[36]、被害者4人のうち3人殺害の実行行為を否定し、死刑は重すぎると主張、また風間は関与を否定し無罪を主張した[35]。検察官は山崎の供述には秘密の暴露があって信用できると反論、両被告人の控訴棄却を求める[36]。
- 2005年3月14日 - 東京高裁で控訴審が結審。Sの弁護人は「主犯は犯行を依頼した風間であり、死刑は重すぎる」と主張、風間の弁護人は一部の死体損壊・遺棄以外への関与を否定した[37]。控訴審の公判は同日までに17回開かれた[38]。
- 2005年7月11日 - 東京高裁（白木勇裁判長）はS・風間両被告人の控訴を棄却する判決を宣告した。両被告人とも同日中に上告した[38]。
- 2009年3月27日 - 最高裁第二小法廷（古田佑紀裁判長）で開かれた公判で、両被告人の弁護人と検察官それぞれの弁論が行われた。両被告人の弁護人は死刑回避を訴えた一方、検察官は死刑以外の量刑はあり得ないとして上告棄却を求めた[39]。
- 2009年6月5日 - 最高裁第二小法廷（古田佑紀裁判長）がS・風間両被告人の上告をいずれも棄却する判決を宣告[16]。同月22日付で両被告人の判決訂正申立を棄却する決定がなされ、死刑が確定[3]。
- 2017年3月27日 - 死刑囚Sが収監された東京拘置所で病死（75歳没）[4]。Sは2016年11月に心臓発作で倒れて以来、治療を続けていた。
- 2020年（令和2年）9月27日時点で[40]、風間（現在68歳）は死刑囚として東京拘置所に収監されている[41]。

## 加害者夫婦ら
事件の首謀者とされる元夫婦Sと風間は、共同でペットショップ「アフリカケンネル」を運営していた。
1983年、Sが単独で経営していた「アフリカケンネル」を、風間が訪れたことから二人は知り合い、意気投合して結婚。Sにとっては7度目（うち3人と復縁しているので、配偶者としては実質4人目）、風間にとっては2度目の結婚であった。風間の実家が資産家であることから、Sが財産目当てに結婚したとも言われている。その一方で、風間のブリーダーとしての成長ぶりや、金銭管理能力の高さから、Sは風間に対し一目置いていた。互いに愛人がいたり、Sが風間やその連れ子に対し激しい暴力を振るっていたことはあったものの、それぞれの才覚を発揮しながらペットショップを経営しており、互いに支え合っていたパートナーであったという。しかし、公判では罪をなすり合い、法廷では互いに目を合わせようとはしなかった。
「アフリカケンネル」の株式会社としての登記上の代表取締役は風間であるが、実質的な経営者はSであった。主にSが営業を、風間が経理を担当し、二人三脚で店を繁盛させており、一審判決ではその関係を「車の両輪」と評している。Sと風間は一連の事件前の1993年1月に協議離婚しているが、税務対策のための偽装離婚であり、実際には変わらぬ生活を送っていた。
Sが主犯で風間が従犯と認識されることが多いが、A事件、B・C事件については、S・風間元夫婦が対等の立場で及んだ犯行と裁判では認定されている。

### S
男S・G（以下「S」）は1942年1月2日、埼玉県秩父市で生まれた。「アフリカケンネル」の創業者で、実質的な経営者。ペットや猛獣の扱いにかけては天才的で、ブリーダーとしての腕は非常に優秀だった。ペット業界では有名人で、アラスカン・マラミュート繁殖の第一人者、シベリアン・ハスキーブームの仕掛け役とも言われた。
かつては故郷の秩父市で、ペットショップや動物リース業を営んでいた。しかし、売った犬を盗んで別の客に売ったり、殺して新たな犬を売りつけたりする等、当時から悪質な商売を繰り返していた。また、トラやライオンなどの猛獣も扱っており、近隣住民から恐れられ、嫌われていた。その後、付き合いのあった暴力団とのトラブルなどが原因で、一時期静岡県伊東市に姿を眩ますが、1982年、埼玉県熊谷市で「アフリカケンネル」を開業した。1983年10月に風間と結婚し、1995年1月時点では15歳と9歳の1男1女がいたが、当時は戸籍上は離婚していた。
人間心理を読むことに長けており、ヤクザのような風体とは裏腹の、独特なユーモアと巧みな話術に引き込まれる人も多かった。その一方で、前述のようなあくどい商法や、顧客に対する脅し、暴力団関係者との交友などから、深い関わりを避ける同業者も多かった。また、虚言癖があり、自分が異端の経歴を持つ資産家であるよう装っていた。周囲の知人や店の客に対してばかりでなく、著名なブリーダーとして雑誌やテレビの取材を受けた際にも、同様の虚言を弄し、店の宣伝に大いに利用していたにおいて、「京都大学を卒業後、アフリカやアラスカで十数年もテント生活を送った」「ヘリコプターやクルーザーを何機も持っているし、パチンコ店も経営している」「（実名を挙げながら）著名な芸能人や政治家、文化人と知り合い」などといった内容の、途方もない虚言ばかりを並べ立てていた。1987年4月に放送された民放の対談番組には「オオカミに魅せられた男」として出演し、経歴について「戦後の混乱期だった日本を抜け出して動物保護の仕事などでアフリカやアラスカで19年間生活した」などと吹聴していた。1988年9月にも同様の経歴を騙って対談番組に出演していたが、この時は年齢（実年齢は46歳）を「62歳」と詐称していた。同番組では作家の猪瀬直樹と対談したが、後に猪瀬は、途中から「これはなんなんだ」と思いながら聞いていたと語っている。ヤクザの金に手をつけた事情で左手の小指を詰めているため、左手の小指がなかった。
Sは「殺人哲学」として以下の5つをあげていた。
1. 世の中のためにならない奴を殺す
2. すぐに足がつくため、保険金目的では殺さない
3. 欲張りな奴を殺す
4. 血は流さないことが重要
5. 死体（ボディ）を透明にすることが一番大事

特に最後の「ボディを透明にする」という手法が注目された（後述の#遺体なき殺人を参照）。
他にも、共犯の山崎によるとSは「殺しのオリンピックがあれば、俺は金メダル間違いなしだ。殺しのオリンピックは本物のオリンピックよりずっと面白い」「そのうち、俺は殺しの世界で一番の男になりたいと思うようになった。人間なんでも一番にならなきゃ駄目だ。殺しにかけては俺がいまナンバーワン」「死体がなければただの行方不明だ。証拠があるなら出してみろ。俺に勝てる奴はどこにもいない」「最初は俺も怖かったが、要は慣れ。何でもそうだが、一番大事なのは経験を積むこと」「臭いの元は肉だ。そこで透明にする前に骨と肉をバラバラに切り離すことを思いついた」「骨を燃やすのにもコツがいる」などのコメントを残している。
普段は虚勢を張っている一方で、根は小心者で神経質という一面もあった。完全犯罪を目論んで完璧な証拠隠滅を図った犯行にも、その性格が現れている。逮捕されないことに絶対的自信を持っていた反面、常に怯えていたと、山崎は語っている。
Sは東京拘置所に収監されていたが、2016年11月頃から体調を崩し、病院で治療を受けていた。死刑が執行されないまま、2017年3月27日早朝、同拘置所内で病死した（75歳没）。

### 風間博子
風間博子は1957年2月19日、熊谷市生まれ。2020年9月27日時点で、死刑囚として東京拘置所に収監されている（現在68歳）。
「アフリカケンネル」の登記上の社長。いわゆるお嬢様育ちで、大の犬好き。Sと知り合うまでは真っ当な暮らしを送っていた女性だったとされ、保育士をしたり、土地家屋調査士であった父親を手伝うため、測量の勉強をしていたこともあった。若くして結婚し、実子を二人儲けたが、前夫とは離婚している。Sとの結婚後は、Sに刺青を彫らされたという先妻らに対抗し、背中に龍の刺青を彫るなど、Sとの一体感を深めていった。ブリーダーとしても成長し、また、ドッグショーではSに代わってハンドラーを務めるなど、表舞台に立つことが多かった。
浪費の激しいSとは対照的に、金銭管理能力に優れていたことから、「アフリカケンネル」の経理を担当していた。Sの税金滞納から逃れるために偽装離婚をし、Sの代わりに風間が形式的に社長に就任することになった。店の資金面の一切を掌握していたことから、金銭をめぐる一連の事件に深く関与していたとされる。中でもB・C事件では、殺人現場に同席したほか、遺体の解体にも携わり、手馴れた作業だったという。
逮捕後、比較的早い段階から自供を始めたSに対し、風間は黙秘をほぼ貫き通した。しかし、残された犬や家族の話題になると途端に涙ぐむという二面性を見せ、捜査員を困惑させたという。

### 山崎永幸
1956年1月、富山県生まれ。ブルドッグのブリーダーであり、「アフリカケンネル」の役員。群馬県片品村で貨車を改造した住居（通称「ポッポハウス」）に住んでいた。ドッグショーの会場でSと知り合い、Sの経営哲学を学ぼうとして「アフリカケンネル」を訪れるうち、誘われて同社の役員となった。しかし、実質Sの運転手や手伝いをしていたにすぎなかった。
A事件の際、Sから脅迫を受け、遺体を運搬したほか、自宅を遺体の解体場所として提供し、死体損壊・遺棄の犯行に加担した。自宅が山奥にあり周囲に人家がなかったこと、妻（先妻）と離婚して一人で暮らしていたことなどから、犯行に適した場所だった。Sに怯えながらも、B・C事件、D事件でも同様に手伝った。Sの脅迫に恐怖し、自身や家族に危害が加わるのを恐れたという。また、物証がほとんど残っておらず、仮に自首しても、Sの犯行が立証できるかどうか不安を抱いていたという。
捜査段階では事件の解明に全面的に協力していた。しかし、検察官との密約の存在を公判で証言。検察官が約束を反故にしたとして、Sらの裁判では証言拒否の構えを見せた。
懲役3年の実刑判決が確定し、服役。1998年8月28日に満期出所している。その後、実名で事件の顛末を記した本を出版した。「山崎」は逮捕時結婚していた妻の姓を称していたもので、旧姓は「島」。Sと風間からは「島」と呼ばれていた。本出版後離婚しペンネームを「志麻永幸」名義に変更した。

## 事件

### 第一の事件
行田市に住む産業廃棄物処理会社役員Aは、犬を買うために「アフリカケンネル」を訪れたことからSと知り合い、親交を深めるようになっていった。当時、兄が経営する会社が傾いていたことから、新商売を模索していたAは、Sが勧める犬の繁殖ビジネスを手掛けることになり、「アフリカケンネル」からローデシアン・リッジバックのつがいを計1100万円で購入、うちメス犬を入手した。ところが、知人から犬の相場が数十万円であることや、高齢で繁殖に適さないことを知らされ、Sに騙されたことに気づいた。また、メス犬が逃げ出し、繁殖が不可能になったことから、残るオス犬のキャンセルと代金の返還を求め、トラブルとなった。当時、「アフリカケンネル」は金銭的に窮しており、Sと風間はAに金は返せないと判断し、謀議の上、A殺害を決意した。
1993年4月20日夕方、「金を返す」と言って熊谷市内のガレージに呼び出したAと、大型ワゴン車内で談笑中に、Sが硝酸ストリキニーネ入りのカプセルを栄養剤と偽って飲ませ、殺害した。その後、ガレージに戻った山崎に対し、Sは遺体を見せつけた上、「お前もこうなりたいか？」「子どもは元気か？ 元気が何より」などと、山崎やその家族に危害を加えることを示唆して脅し、片品村の山崎方に遺体を運び込ませた。Sはそのまま遺体の解体作業に取り掛かる一方、山崎に対しては、ガレージに残されたAの車を、都内に運ぶよう指示した。
山崎は熊谷に戻った後、風間と合流して2台の車で東京へ向かい、Aの車を東京駅の八重洲地下駐車場に放置、Aが自ら失踪したかのように偽装した。この偽装工作の最中、風間は山崎に対し「うまくいったの？」「あんたさえ黙っていれば大丈夫」などと言い、事情を全て知っているような素振りであった。
熊谷で風間と別れた後、再び山崎が片品に戻ると、既にAの遺体は解体されており、原型をとどめていなかった。21日早朝、Sの指示で骨や所持品をドラム缶で焼却。肉片などを川場村の薄根川に、焼いた骨灰や所持品を片品村の国有林に遺棄した。
一般に、一連の事件の動機は「犬の売買をめぐるトラブル」と言われるが、直接の動機になったのはこのA事件だけである。

### 第二の事件
江南町に住む稲川会系暴力団の組長代行Bは、Sと親交を有し、「アフリカケンネル」で顧客とトラブルが発生した際に仲裁役を務めるなど、Sの用心棒的な存在であった。Aの失踪後、Sに疑惑を向けたAの家族との会議にBが同席した際、SがAを殺害したのではないかと察知し、Sに多額の金銭などを要求するようになった。やがて、新犬舎の土地建物の登記済証を要求されたSと風間は、このままでは全財産を取られてしまうと危惧し、Bを殺害することを決意した。その際、Bと常に行動を共にしている運転手のCも、口封じのために殺害しなければならないとの結論に達した。
1993年7月21日夜、Sと風間は山崎の運転する車でB方を訪れた。Sと風間がB方に上がり、山崎はB方前に停めた車の中で待機していた。B方内では、Sと風間がBの要求に応じる振りをし、登記済証をBに渡して油断させた上、硝酸ストリキニーネ入りのカプセルを栄養剤と偽ってBとCに飲ませた。Bは間もなく倒れたが、Cはしばらく薬効が現れなかったので、Sらは時間稼ぎのために「救急車を呼ぶ」と言って、Cを誘導のために表通りに走らせた。その後、Sと風間は山崎の車に乗り込み、さらに表通りにいたCを乗せ、「Bが女を呼んでいる」と言って山崎に車を出させた。江南町内の荒川堤防沿いの人けのない道路を走行中、突然助手席のCが苦しみだし、フロントガラスにひびが入るほど激しく苦悶した後、絶命した。
B方に戻ってBの遺体を車に積んだ後、3人は2台の車に分乗し、片品村の山崎方へ向かった。山崎方に運び込まれた遺体は、風呂場でB、Cの順に解体された。Sと風間が共同で解体し、山崎は包丁を研ぐなどして協力した。Sは山崎に解体作業を見せつけて脅し、また、風間は演歌を鼻歌交じりに歌いながら解体していたという。22日早朝、解体が終わると、風間は熊谷へ戻り、Sと山崎が骨や所持品の焼却に取り掛かった。肉片や骨灰などは、川場村の薄根川、片品村の塗川や片品川に遺棄した。

### 第三の事件
行田市に住む主婦Dは、次男が「アフリカケンネル」で働くようになったことからSと知り合い、親密な関係になった。しかし、新犬舎の建設や、Bの強請などにより、「アフリカケンネル」が経営難に陥っていたことから、Sは自分に信頼を寄せるDに「アフリカケンネル」の株主になるよう持ちかけ、出資金を詐取することを画策した。だが、いずれ株主話の嘘は露見し、そうなれば出資金ばかりでなく、過去に販売した犬の代金（アラスカン・マラミュート6匹、計900万円）の返還をも求められかねないことから、金を詐取した後でDを殺害することを決意した。また、Dとの交際を煩わしく思うようになっていたことも、動機の一つとされる。
1993年8月26日午後、Sは行田市内でDを車に乗せ、出資金の名目で、当時のD家のほぼ全財産である270万円を詐取した後、硝酸ストリキニーネ入りカプセルを服用させ殺害した。Dは最後までSを信じていたという。Sから（A事件と同じ熊谷市の）ガレージに呼び出された山崎は、後から車で現れたSにまたしても遺体を見せつけられ、迫られて遺体を片品村の自宅に運搬した。SはAらと同様にDを解体したが、山崎の著書によれば、その際Sは屍姦を行ったという。解体後は骨や所持品を焼却。27日未明、全て同村の塗川に遺棄した。
この事件において全面自供した山崎にはDと面識がなく、遺体となった際にDと初めて対面した。そのため、山崎が被害者と面識があり、殺害の直前・直後に現場に居合わせたA事件、B・C事件と比較すると、山崎関与に関する立証ができなかった。また、風間が関与していた疑いは強いものの、山崎の目撃証言などからは立証できず、Sの単独犯行とされた。

### 遺体なき殺人
一連の事件で特筆されるのは、Sが「ボディを透明にする」と呼んだ残虐な遺体の処理方法である。被害者4人の遺体は山崎方の風呂場で解体された。骨・皮・肉・内臓に分けられた上、肉などは数センチ四方に切断。骨はドラム缶で衣服や所持品と共に、灰になるまで焼却され、それらは全て山林や川に遺棄された。Sは、遺体を埋めても骨は残ることから、焼却することを計画していた。しかし、遺体をそのまま焼くと異臭が発生するため、解体して骨のみを焼却したという。燃え残りが出ないよう、1本ずつじっくり焼いていた。
このことについて山崎は、Sが『面白い・楽しい』と語っていたと供述している。

## 捜査

### 事件発生から被疑者逮捕まで
A失踪翌日の1993年4月21日、家族から埼玉県警行田警察署に捜索願が出された。当初は単なる家出人と見られていたものの、30日に八重洲地下駐車場で乗り捨てられたAの車が発見されたことから、県警が事件性を察知して捜査に乗り出した。家族の話から、AがSとトラブルを抱えていたことがわかり、またSの周辺ではその9年前にも連続失踪事件が起きていたことから、県警はSやYに対し、監視や尾行を行うようになった。ところが、Sらは捜査の目をかいくぐって、B・C事件、D事件を起こすに至った。いずれの事件も、不明者がSと会った直後に失踪していることから、同年秋頃からは県警が本格的な捜査に着手した。Sらの監視を強化し、Sの知人に対しては、1人でSと会わないよう忠告した。しかし、物証が発見できないために、Sらを逮捕することはできなかった。新犬舎建設をめぐって、建設業者へ支払う代金を踏み倒したとの詐欺容疑で、捜査二課がSの別件逮捕を試みたこともあったが、この時点では殺人事件の立証は困難と判断され、見送られた。
1994年1月26日、大阪愛犬家連続殺人事件の被疑者が逮捕された。本事件とは無関係であるが、同じ愛犬家の失踪事件として埼玉の事件の噂が広まり始め、2月中旬にはマスコミが「アフリカケンネル」に押しかけた。一気に事件が表面化し、ワイドショーなどで連日報道。Sが身の潔白を主張する一方、失踪者の家族らは事件性を訴え続けた。しかし、証拠が無い状態では疑惑の域を出なかった。
9月22日、埼玉県警はSの知人で、群馬県山田郡大間々町（現：みどり市）に住む元自衛官を詐欺容疑（前述の詐欺容疑とは異なる）で逮捕した。元自衛官は、Sに代わって「アフリカケンネル」に押しかけたマスコミの対応を引き受け、疑惑を否定するなどしており、事件について何か知っているものと見られていた。取り調べの中で元自衛官は、1984年の事件についての関与を一部認めたほか（後述）、1993年の事件についてはYの関与をほのめかした。
10月17日、県警は山崎を事件解決の突破口にしようと事情聴取を行ったものの、山崎は事件への関与を否定。その後山崎は妻（後妻）と共に行方をくらました。県警は山崎の妻に対し、詐欺容疑（前述の2つの詐欺容疑とは異なる）で逮捕状を執って山崎夫婦の行方を追っていたところ、11月24日、都内の病院に現れた山崎夫婦のうち、妻を逮捕。山崎には逃走されたが、前月に事情聴取を行った捜査員に対し、山崎自ら電話を掛けて話すうちに、出頭を決意。12月3日から山崎に対する事情聴取が再開され、やがて山崎は犯行に関与したことを自供した。同13日、山崎は片品村に捜査員を案内し、Aの遺骨や遺留品の発見に至った。
年は明けて1995年1月5日、県警はSと風間をAに対する死体損壊・遺棄容疑で逮捕。8日には山崎も同容疑で逮捕された。

### 物証の捜索
1995年1月から2月にかけ、埼玉県警と群馬県警の合同捜査本部は山崎の自供を元に、熊谷市と片品村を中心に広く捜索を行った。捜索箇所は群馬県片品村・川場村・白沢村（現：沼田市）・利根村（同）、埼玉県熊谷市・江南町・川越市・新座市などに及ぶ。
片品の山林からは骨片・歯片・お守り・腕時計などが、塗川からは骨片・携帯電話の基板・家や車の鍵・義歯など（いずれも焼け残ったもの）が発見され、小さいながらも重要な物証となった。骨片は高温で焼かれていたためDNA鑑定が不能で、身元確認の手掛かりになったのはその他の遺留品であった。多数の捜査員が川に浸かり、川底の砂利を採取してふるいにかけ、数ミリ～数センチの遺留品を捜し出す懸命の捜査が功を奏した。
河川の捜索にあたっては、事情に詳しい群馬県警捜査員から「金属などは意外と水に流れず、現場にとどまっている」との助言があったという。事実、事件発生から1年半～2年近く経過していたにも関わらず、物証が遺棄現場の川底から発見された。

### 逮捕・起訴の経過
逮捕・起訴の経過は以下のとおり（全て1995年）。
- 1月5日 - Sと風間をA事件の死体損壊・遺棄容疑で逮捕。
- 1月8日 - 山崎をA事件の死体損壊・遺棄容疑で逮捕。
- 1月26日 - 3人を起訴。
- 1月27日 - Sと風間をA事件の殺人容疑で再逮捕。
- 2月17日 - Sと風間を追起訴。
- 2月18日 - Sと風間をB・C事件の殺人、死体損壊・遺棄容疑で、山崎を同事件の死体損壊・遺棄容疑で再逮捕。
- 3月11日 - 3人を追起訴。
- 3月15日 - SをD事件の殺人、死体損壊・遺棄容疑で、KとYを同事件の死体損壊・遺棄容疑で再逮捕。
- 4月4日 - Sと山崎を追起訴。風間は処分保留で不起訴。

## 公判
物的証拠が極めて乏しい事件である上、S・風間元夫婦が互いに罪をなすり付け合い、S・風間・検察が三者三様の主張をした結果、公判は長期化した。また、捜査段階で全面自供し、事件解明に協力した山崎が、検察との密約を供述した上、S・風間の公判で証言拒否の態度を示すなど、波瀾の展開となった。

### 第一審
1995年7月7日、まずは山崎の初公判が浦和地裁で開かれ、起訴事実を大筋で認めた。続いて同月24日、Sと風間の初公判が同じく浦和地裁（現:さいたま地裁）で開かれ、Sは罪状認否を留保。Sの弁護人は証拠書類や供述調書を開示しない検察を批判した。風間はBとCの死体遺棄（運搬）に関しては脅されて手伝ったと認めたものの、殺人や死体損壊への関与を否認した。A事件については、Aの車を山崎と共に都内へ運んだことは認めたが、Aの車だとは知らず、事情を何も知らなかったとして、起訴事実をほぼ全面否認した。
10月6日、山崎の第3回公判で、山崎は検察との密約があったために自供したと証言。約束を反故にされたとして、今後Sらの公判では証言拒否する構えを見せた。山崎によれば取り調べの際、浦和地検（現:さいたま地検）熊谷支部の担当検察官が「証拠を出せば何でも言うことを聞く」「すぐに釈放する」などと話したという。そのほか、山崎の求めに応じ、詐欺容疑で勾留中だった山崎の妻を保釈したり、検察の庁舎内で妻との面会や情交の場を設けられたことなどを暴露した。これに対し、浦和地検は会見で、妻の保釈は正当な手続きを経て行われたものとし、密約の存在も否定した。以降、Sと風間の弁護人は、検察の立証の柱となっている山崎の供述は、検察官の便宜供与によって誘導されたものであり、また、「自供すれば殺人を不問に付す」という検察と山崎との司法取引に基づくものとして、その信用性を争った。なお、翌年7月19日のS・風間の公判に、山崎の担当検察官が証人出廷した際には、妻との面会等の事実は認めたものの、便宜供与の意図はなく、密約もなかったと否定した。
11月2日、裁判官・検察官・弁護人ら参加のもと、遺体解体現場となった片品村の山崎方の検証が行われた。
11月17日、山崎に対する論告求刑公判で、検察側は懲役3年6月を求刑。弁護側は、Sに脅されて手伝ったものであり、山崎には期待可能性がなかったとして無罪、あるいは執行猶予を求めた。
11月20日、S・風間の公判に山崎が初出廷。証人尋問が行われたが、山崎は先日の宣言どおり、証言を拒否した。以降も証人出廷するたびに検察や警察に対する批判を展開したり、裁判官に罵声を浴びせるなどに終始した。検察は重要な鍵を握る山崎に、法廷で証言させて立証する計画であったが、結局、捜査段階での供述調書等が証拠として採用された。
12月15日、山崎に懲役3年の実刑判決。山崎が従属的な立場であったことは認められたものの、暴力や監視を受けていたわけではなく、口頭で脅されていたに過ぎず、警察に駆け込むなどの手段があり、期待可能性はあったとした。脅されたにせよ、自らの意思で犯行に及んだと認定。一連の事件での役割の重要性、結果の重大性を踏まえ、実刑判決となった。山崎は控訴したが、1996年6月7日、東京高裁が控訴を棄却。上告せず懲役3年が確定した。
1998年9月3日、S・風間の第57回公判の被告人質問で、それまで認否を留保していたSは起訴事実を認めた。しかし、風間が主犯、山崎が殺人の実行犯であり、自分は愛する風間を守るために犯行に加担したと主張。元夫婦間の対立が決定的なものとなった。
2000年7月6日、論告求刑公判で検察はSと風間に死刑を求刑。同年10月10日から4日間にわたり最終弁論が開かれ、Sは死刑回避を求めて無期懲役を、風間は無罪を主張した。初公判から約5年、計105回の公判の末に、ようやく結審した。
2001年3月21日、浦和地裁は検察側の主張をほぼ全面的に認め、Sと風間に死刑判決を言い渡した。内容が対立・錯綜するS・風間・山崎の供述内容を精査した結果、最も信用できるのは、検察の立証の拠り所にもなったYの供述とされた。それが得られた背景には複雑な事情があったにせよ、犯人しか知りえない秘密の暴露が多数含まれることや、内容が具体的・写実的で迫真性に富んでおり、不自然・不合理な点もほとんどみられないことなどから、一部に虚偽や誇張が含まれていても、全体的に信用できるとの判断である（ただし、検察官とYの密約の有無については、積極的に言及しなかった）。
殺人の実行犯について、Bを除く3人は山崎が絞殺したものだと主張した点は、元夫婦間で証言が一致していた。しかし、山崎は被害者らと利害関係がなく、殺害の動機がない。また、多額の報酬目当てのいわゆる殺し屋として、山崎が殺人に関与した可能性については、そのような報酬が支払われた形跡が全くないことから否定され、結局、元夫婦の主張は却下された。また、山崎が謀議の段階から犯行に関与していたとの主張も退けられた。
A事件、B・C事件については、元夫婦が対等の立場で共謀して、またD事件についてはSが単独で被害者を毒殺した上、事情を知らないまま現場に呼び出された山崎を脅迫して犯行に加担させ、各被害者の遺体を損壊・遺棄したものと認定された。なお、検察は元夫婦が共謀したA事件、B・C事件について、風間が殺害を持ちかけた上で、Sが同意して犯行に及んだと主張したが、これは捜査段階でのSの供述によるものであり、判決では「どちらが先に犯行を持ちかけたにせよ、元夫婦が共同で犯行に及んだ」と認定された。
D事件について判決では、風間の関与を認定するには至らないが、関与していた疑いが相当強いとした。一方で、単独犯と認定されたSは「風間が主犯」と主張していた。そのため判決では、Sを単独犯と認定するが、背後に共犯者の存在の可能性を否定できないことは、量刑判断の上で考慮すべき事情であるとした。
被告人は両名とも控訴した。

### 控訴審
2003年12月5日、東京高裁で控訴審初公判が開かれ、S・Kの弁護側は一審判決の事実誤認を主張した。控訴審でも出所後の山崎が証人出廷したが、検察や弁護人への批判、裁判制度への疑問を呈したほかは、曖昧な証言に終始した。また、山崎は以前から風間の無罪を証言しているが、その具体的根拠は述べていない。2005年2月14日、控訴審第16回公判では、風間がB・C事件の死体損壊について、一部関与を初めて認めた。同年7月11日、東京高裁は元夫婦の控訴を棄却する判決を宣告した。両名とも上告したが、2009年6月5日、最高裁第二小法廷（古田佑紀裁判長）は上告を棄却する判決を宣告。同月22日付で両被告人の判決訂正申立を棄却する決定がなされたことにより、2人とも死刑が確定した。

### 事件番号
- 第一審（浦和地裁）
  - A事件（死体損壊・遺棄）：平成7年（わ）第39号
  - A事件（殺人）：平成7年（わ）第114号
  - B・C事件：平成7年（わ）第189号
  - D事件：平成7年（わ）第284号
- 控訴審（東京高裁）
  - 山崎控訴審：平成8年（う）第257号
  - S・風間控訴審：平成13年（う）第1227号
- 上告審（最高裁）
  - S・風間上告審：平成17年（あ）第1840号

## 未解決事件
Sの周辺では1984年にも秩父市などで少なくとも3人の男女が失踪している。埼玉県警はSらの供述に基づき、遺体の捜索を行ったものの発見できず、立件されていない。なお、この他にも数名の失踪者や変死者がいるが、ここでは一般紙等で関連を報道された3件のみを記す。
- 2月11日 - 秩父市の暴力団員Eが失踪。Sの兄貴分で、金銭トラブルがあった。Sが資産家の娘である風間と結婚する際、協力すれば報酬を支払うとEに持ちかけたSであったが、実際には支払わず、トラブルになったという。2月11日、「ちょっと出てくる」と言って、自宅に迎えに来た車に乗って出掛けたまま失踪した。周囲には「近く、でかい金が動く」などと話していたという。
- 5月8日 - 秩父市のトラック運転手Fが失踪。FはSが秩父で経営していたペットショップの店員をしていたことがある。SがFの名義で店の看板を作ったことから、代金の取り立てに遭い、Sに立て替えた看板代金の返済を要求していた。近所のガソリンスタンドでSからの電話を受け、返済を約束されて出掛けたまま失踪した。
- 6月上旬 - 深谷市のスナック経営者Gが失踪。GはSの知人である元自衛官の妻であり、元自衛官がGの高級外車を勝手に売却するなど夫婦間で金銭などをめぐるトラブルがあった。周囲の知人らが気付かぬ間に失踪した。元自衛官の証言によれば、夫婦喧嘩で殴って死なせてしまい、Sに遺体の処理を依頼したという[注 23]。この事件については、Sは死体損壊・遺棄にのみ関与したとみられている。

元自衛官は警察の調べに対し、EとGの死体損壊・遺棄に関与し、Sが解体した遺体を、自分が荒川に遺棄したことを証言（F事件への関与は否定）。その供述を元に、1995年4月、捜索が行われた。しかし、11年の歳月が流れていたことに加え、遺棄現場とされる冠水橋の(旧)押切橋が1991年に取り壊された際、川底が浚われたことから捜索は難航。5月には遺体の解体・焼却現場とされる熊谷市の旧犬舎も捜索したが、目ぼしい物証は発見できず、未解決事件となった。
しかし公判では、S・風間が「Eだって殺してから10年経つけど、未だに警察は迎えに来ない」との認識を共有し、A殺害を決意したと認定され、未解決事件へのS・風間の関与を示唆した。証人出廷した元自衛官の「Sの指示でEの遺体を焼却、遺棄した」との証言も信用できるとされた。

## 補足
- Sら逮捕直後の1995年1月17日、阪神・淡路大震災が発生し、報道における同事件の扱いは縮小を余儀無くされた。その後もオウム真理教事件が相次いだことにより、事件の規模のわりに知名度が低い。また、大阪の愛犬家事件と混同されることも多い。
- 主犯である元夫婦が経営していたアフリカケンネルは、事件後すぐに倒産し廃業となった。しかし、犬舎兼事務所だった建物は現在も熊谷市内に廃墟となって残っている。
- 2001年6月20日放映のテレビ番組『オフレコ!』（TBS系列）に山崎が出演。遺棄現場の山林から被害者Aが常に携帯していた大黒天の「お守り」（銭形をした特殊なもので、Aが兄とお揃いで持っていた）が発見されたことが、事件解決の突破口になったと明かされた[53]。なお、この事実は1995年2月18日付埼玉新聞、2000年7月7日付朝日新聞埼玉版等でも報道されているが、現場からは治療痕のある歯、登録番号が刻印された高級腕時計（ロレックス）など、身元確認の手掛かりが他にも発見されており、必ずしもお守りだけが決定的証拠というわけではない。
- 山崎は初見でSが遺体を解体する手際の良さに、過去同様の処理を行なっていたのではと推測しており、S本人も幾度か殺人を行なっていた事を仄めかす発言をしていたと山崎が手記に認めている。また、YがSと接する以前に後々失踪扱いとなるEとSは既知の仲で、Sが「鹿肉」を竹の皮に包んでEが所属していた埼玉県熊谷市小江川の指定暴力団稲川会系八木田一家高田組（当時）に差し入れしていたというSの発言を聞いている。
- 本事件をモデルに園子温監督の日本映画『冷たい熱帯魚』が製作された。ただし、犯人の生業はドッグブリーダーから熱帯魚屋に変更されている。
- 風間は現在でも冤罪を主張しており、山崎も現在はKは主犯格ではなく自分同様にSに脅かされて犯行を手伝ったと主張を転じている。

## 関連文献等

### 判決文
- 「殺害された四人の死体を損壊・遺棄したことにつき、殺害の実行行為者から脅迫されたため、恐怖心から行ったもので、適法行為の期待可能性がなかったとの主張が排斥された事例 -愛犬家連続殺人事件控訴審判決」『判例時報』1590号、P146-149、1997年3月21日 - 山崎に対する控訴審判決。
- 「特報 愛犬家殺人事件」『判例タイムズ』1064号、P67-137、2001年9月15日 - S・風間に対する第一審判決。

### 書籍・雑誌・新聞
- 事件関係者の著作
  - 『共犯者』新潮社、1999年。ISBN 410602831X（文庫版：『愛犬家連続殺人』角川書店〈角川文庫〉、2000年。ISBN 4043553013） - 共犯者の一人、山崎の著作。
  - 蓮見圭一『悪魔を憐れむ歌』幻冬舎、2003年。ISBN 434400440X -『愛犬家連続殺人』を改題の上、加筆修正[注 24]。
  - 『愛しのアラスカン・マラミュート』アフリカケンネル、1992年11月2日発行。ISBN 4880070165、NDLJP:13929817 - 事件発覚前の風間の著作。アラスカン・マラミュートの写真集と、風間のエッセイからなる。発行人はSだが、当時は風間と同じ姓を名乗っていた。現在絶版。国立国会図書館、北海道立図書館、平塚市立中央図書館に所蔵。
  - 片岡健編『絶望の牢獄から無実を叫ぶ ―冤罪死刑囚八人の書画集―』鹿砦社、2016年。ISBN 4846310906 - 風間本人が獄中で冤罪主張や子供たちへの思いを書き綴った手記、獄中から子供たちに出した手紙などが掲載されている（同書において風間は実名を公表している）。
  - 高田燿山『仁義の報復 元ヤクザの親分が語る埼玉愛犬家殺人事件の真実』竹書房、2016年12月28日。 - 事件の渦中にて失踪する組長代行（当時）が所属していた稲川会系暴力団「高田組」の元組長による著書。
- 新聞
  - 朝日新聞（全国版・埼玉版・群馬版）
  - 読売新聞（全国版・埼玉版・群馬版）
  - 毎日新聞（全国版・埼玉版・群馬版）
  - 産経新聞（全国版・埼玉版・群馬版）
  - 東京新聞（全国版・埼玉版・群馬版）
  - 埼玉新聞
  - 上毛新聞
- 事件を取り扱った書籍・雑誌記事（著者名50音順）
  - 唐沢俊一・村崎百郎『社会派くんがゆく!』アスペクト、2001年。ISBN 4757208804
  - 北尾トロ『裁判長!これで執行猶予は甘くないすか』文藝春秋、2007年。ISBN 4163675604
  - 楠木誠一郎『日本中を震えあがらせた 恐怖の毒薬犯罪99の事件簿』二見書房、1998年。ISBN 4576981854
  - 国民自衛研究会『毒物犯罪カタログ』データハウス、1995年。ISBN 4887183291
  - 作田明監修『なぜ、バラバラ殺人事件は起きるのか? 殺人＋死体遺棄を生む心の闇を解き明かす』辰巳出版、2007年。ISBN 4777803686
  - 事件・犯罪研究会編『明治・大正・昭和・平成 事件・犯罪大事典』東京法経学院出版、2002年。ISBN 4808940035
  - 清水勇男『特捜検事の「証拠と真実」』講談社、1998年。ISBN 4062094355（再刊：『捜査官 －回想の中できらめく事件たち－』東京法令、2007年。ISBN 4809011526） - 事件当時の浦和地検検事正の著作。
  - 高橋ユキ・多岐川美伎・長谷川零・加賀見はる子『霞っ子クラブ 娘たちの裁判傍聴記』新潮社、2006年。ISBN 4103015314
  - 高原純「ブリーディングとブリーダー ～愛犬家のモラル～」『愛犬ジャーナル』1995年3月号、P96-98
  - 富澤勝『日本の犬は幸せか』草思社、1997年。ISBN 4794207182
  - 中田薫構成・中筋純撮影『廃墟本2』ミリオン出版、2007年。ISBN 4813020542
  - 年報・死刑廃止編集委員会 著、（編集委員：岩井信・可知亮・笹原恵・島谷直子・高田章子・永井迅・安田好弘・深田卓） / （協力：死刑廃止国際条約の批准を求めるフォーラム90・死刑廃止のための大道寺幸子基金・深瀬暢子・国分葉子・岡本真菜） 編『コロナ禍のなかの死刑 年報・死刑廃止2020』（第1刷発行）インパクト出版会、2020年10月10日。ISBN 978-4755403064。 NCID BC03101691。
  - 蜂巣敦著・山本真人写真『殺人現場を歩く』ミリオン出版、2003年。ISBN 4813010814（文庫版：筑摩書房〈ちくま文庫〉、2008年。ISBN 4480424008）
  - 犯罪心理研究所編『20世紀名言集 大犯罪者篇』情報センター出版局、2001年。ISBN 4795834725
  - 日高恒太朗編『戦後殺人ファイル100 日本震撼事件』大洋図書、2006年。ISBN 4813020445
  - 日高恒太朗『新・殺人百科データファイル』（別冊歴史読本06）新人物往来社、2008年。ISBN 440403606X
  - 日高恒太朗『日本の女殺人犯101 ―江戸・明治・大正・昭和・平成』笠倉出版社、2008年。ISBN 477309916X
  - 福本博文「愛犬家殺人は時代の貌である」『諸君!』1995年7月号、P224-232
  - 福本博文「「愛犬の友」は殺人鬼 犬だけではなく人間まで「安楽死」させてしまった〝邪悪〟な男たち」『隣りの殺人者たち 彼や彼女はなぜ、人を殺したのか?』（別冊宝島333号）P35-47、宝島社、1997年。ISBN 4796693335
  - 『猟奇事件ファイル 悪魔と呼ばれた人間たちの犯罪履歴書』（別冊宝島1234号）宝島社、2005年。ISBN 4796649476
  - 『実録完全犯罪 暴かれたトリックと意外な「真犯人」』（別冊宝島1276）宝島社、2006年。ISBN 4796651500
  - 『殺人百科データファイル』（別冊歴史読本05）新人物往来社、2005年。206-207頁。ISBN 4404033052
  - 深笛義也『罠』サイゾー、2017年。ISBN 4866250879
- 漫画
  - 岩田和久(画)・鍋島雅治(作)・蜂巣敦(文)『殺人犯の正体』ミリオン出版、2007年。ISBN 4813050778
  - 引間道夫「埼玉愛犬家連続殺人事件」『衝撃!!凶悪犯罪ファイル4 謀虐惨鬼編』竹書房、2007年。ISBN 4812466024
- 事件を題材にした創作等
  - 根本敬『キャバレー妄想スター』ブルースインターアクションズ、1996年。ISBN 4938339250 -「魔性の母乳」の主人公はKがモデル。
  - 爆笑問題『爆笑問題の日本原論』宝島社、1997年。ISBN 4796611800（文庫版：宝島社〈宝島社文庫〉、1999年。ISBN 4796614826。文庫新装版：『新装版 爆笑問題の日本原論』宝島社〈宝島社文庫〉、2007年。ISBN 4796656707）
  - 園子温『冷たい熱帯魚』日活、2011年。- 犬から熱帯魚にモチーフ変更。共同脚本：高橋ヨシキ

### 映像
- 日曜ワンダー! 実録ドラマ『3つの取調室 〜埼玉愛犬家連続殺人事件〜』（2020年10月4日、フジテレビ）（原作：深笛義也『罠』）

### 関連サイト
- 「オフレコファイル」 - 埼玉愛犬家殺人事件の真相 - ウェイバックマシン（2002年1月15日アーカイブ分） TBS